# Love (chanson de John Lennon)
Pour les articles homonymes, voir Love.
Singles de John Lennon
Watching the Wheels
(1981) Nobody Told Me
(1984)
Love est une chanson de John Lennon parue en 1970 sur son album solo John Lennon/Plastic Ono Band. Elle a été rééditée en 1982 en single à l'occasion de la sortie de la compilation The John Lennon Collection.